# Campionati europei di bob 1988
I Campionati europei di bob 1988, ventiduesima edizione della manifestazione organizzata dalla Federazione Internazionale di Bob e Skeleton, si sono disputati dal 21 al 29 gennaio 1988 a Sarajevo, nell'allora Jugoslavia (oggi capoluogo della Bosnia-Erzegovina), sulla Olimpijska staza za bob i sankanje Trebević, il tracciato sul quale si svolsero le competizioni del bob e dello slittino ai Giochi di Sarajevo 1984 e la rassegna continentale del 1983. L'impianto situato nei pressi del monte Trebević ha quindi ospitato le competizioni europee per la seconda volta nel bob a due uomini e nel bob a quattro.

## Risultati

### Bob a due uomini
La gara si è svolta nell'arco di quattro manches.
| Pos. | Atleti                                        | Nazione          | Tempo   | Distacco |
| ---- | --------------------------------------------- | ---------------- | ------- | -------- |
|      | Volker Dietrich Peter Förster / Heiko Querner | Germania Est     | 3:26.28 |          |
|      | Nico Baracchi Donat Acklin                    | Svizzera         | 3:26.59 | +0.31    |
|      | Vjačeslav Savlev Aleksej Golovin              | Unione Sovietica | 3:27.43 | +1.15    |
| ...  | ...                                           | ...              | ...     | ...      |
| 5    | Harald Czudaj Torsten Körner                  | Germania Est     | 3:27.64 | +1.36    |
| ...  | ...                                           | ...              | ...     | ...      |

### Bob a quattro
La gara si è svolta nell'arco di tre manches.
| Pos. | Atleti                                                       | Nazione          | Tempo   | Distacco |
| ---- | ------------------------------------------------------------ | ---------------- | ------- | -------- |
|      | Christian Schebitz Uwe Höring Gerhard Oechsle Leroy Hieber   | Germania Ovest-2 | 2:30.72 |          |
|      | Volker Dietrich René Hannemann Torsten Körner Axel Kühn      | Germania Est-1   | 2:31.37 | +0.65    |
|      | Silvio Giobellina Curdin Morell Urs Salzmann Celeste Poltera | Svizzera-1       | 2:31.39 | +0.67    |
| ...  | ...                                                          | ...              | ...     | ...      |

## Medagliere
| Pos.   | Paese            | Oro | Argento | Bronzo | Totale |
| ------ | ---------------- | --- | ------- | ------ | ------ |
| 1      | Germania Est     | 1   | 1       | 0      | 2      |
| 2      | Germania Ovest   | 1   | 0       | 0      | 1      |
| 3      | Svizzera         | 0   | 1       | 1      | 2      |
| 4      | Unione Sovietica | 0   | 0       | 1      | 1      |
| Totale | Totale           | 2   | 2       | 2      | 6      |